# Derafš Kaviani
Derafš Kaviani (perzijsko درفش کاویانی‎) ali Derafš Kavani  (درفش کاوانی) je bil legendarni kraljevi prapor Irana (Perzije), ki je bil v rabi od davnine do padca Sasanidskega cesarstva leta 651. Po porazu Perzijcev med arabskim osvajanjem Perzije je sasanidski prapor  dobil nek Zerar bin Kattab in zanj prejel 30.000 dinarjev.  Izročilo pravi, da so z njega odstranili dragulje, potem pa ga je rašidunski kalif Omar sežgal. Prapor so včasih imenovali tudi "Džamšidov prapor"  (Drafš-ī Jamshid درفش جمشید), "Ferejdunov prapor" (Drafš-ī Freydun درفش فریدون) in "Kraljevi prapor" (Drafš-ī Kayi درفش کیی).

## Pomen in izvor
Ime Drafš-e Kāvīān pomeni "prapor kaja(-ev) " (tj. "kraljev", kias, kavis) ali "Kāva".  Slednji pomen je povezan z iransko legendo, v kateri bil Derafš-e Kāvīān prapor mitološkega perzijskega kovača-junaka po imenu Kaveh (perzijsko کاوه, Kave Ahangar), ki je vodil ljudsko vstajo proti tujemu, demonu podobnemu vladarju Zahaku (perzijsko ضحاک).  V obsežnem junaškem epu Šahname (Knjiga kraljev), napisanem okoli leta 1000, je Zahak opisan kot  hudoben  tiranski vladar,  proti kateremu je Kaveh poklical ljudi pod orožje, za  prapor pa je  uporabil svoj usnjen kovaški predpasnik, obešen na kopje. Po vojni so predpasnik okrasili z dragulji in je postal simbol iranskega nacionalizma in odpora proti tuji tiraniji. 
- Kovanec perzijskega fratarake Bajdada  iz 3. stoletja pr. n. št., na katerem je upodobljen Derafš  Kaviani
- Kovanec perzijskega fratarake  Vadfradada I. iz 3. stoletja pr. n. št., na katerem je upodobljen Derafš  Kaviani

## Sasanidski prapor
V poznem sasanidskem obdobju (224–651)  je Drafš e Kāvīān postal prapor Sasanidske dinastije.  Predstavljal je tudi Sasanidsko cesarstvo - Ērānšāhr (Iransko cesarstvo). Eran Šahr v rednjeperzijskem jeziku pomeni  Arijsko cesarstvo. Prapor se lahko šteje za prvo nacionalno zastavo Irana.  Na škrlatnem polju z rdečim robom je bila zvezda  (akhtar), obložena z dragulji, iz katere so proti kotom segali zlati žarki. Zvezda je predstavljala srečo. Izguba ali uničenje prapora na bojnem polju je hkrati pomenilo izgubo sreče. Po porazu Sasanidov v bitki pri al-Kadisiji je prapor našel nek Zerar bin Katab in zanj prejel 30.000 dinarjev. Ko so s prapora odstranili dragulje, je kalif Omar ukazal, da se prapor sežge.
Drafsh e Kavian je bil kot simbol sasanidske države nepreklicno vezan na pojem  Eranšahr in s tem na pojem iranske narodnosti. Ko je leta 867 Jakub ibn Lajt iz Safaridske dinastije zahteval zase dediščino perzijskih kraljev in skušal "oživiti njihovo slavo", je  v pesmi, napisani v njegovem imenu in poslani abasidskemu kalifu, pisalo: "Z mano je Drafš e Kavian, preko katerega upam, da bom vladal narodom".  Čeprav ni dokazov, da bi Jakub ibn Lajt  kdaj poustvaril takšno zastavo, so zvezdne podobe na praporih  ostale priljubljene do vzpona simbola leva in sonca po letu 1846.

## Prapor predsednika Tadžikistana
Prapor predsednika Tadžikistana je bil uveden leta 2006 ob slovesni inavguraciji za tretji mandat Emomalija Rahmona kot voditelja države.  Na praporu je sredi  tadžiške trobojnice upodobljen Derafš  Kaviani. Znotraj Derafš  Kavianija je krilati lev na modrem nebu, nad njim pa krona in sedem zvezd.